# Thomas I van Saluzzo
Thomas I del Vasto (1239 – 3 december 1296) was markgraaf van Saluzzo van 1244 tot 1296. Hij was een zoon van markgraaf Manfred III en 
Beatrix van Savoye.

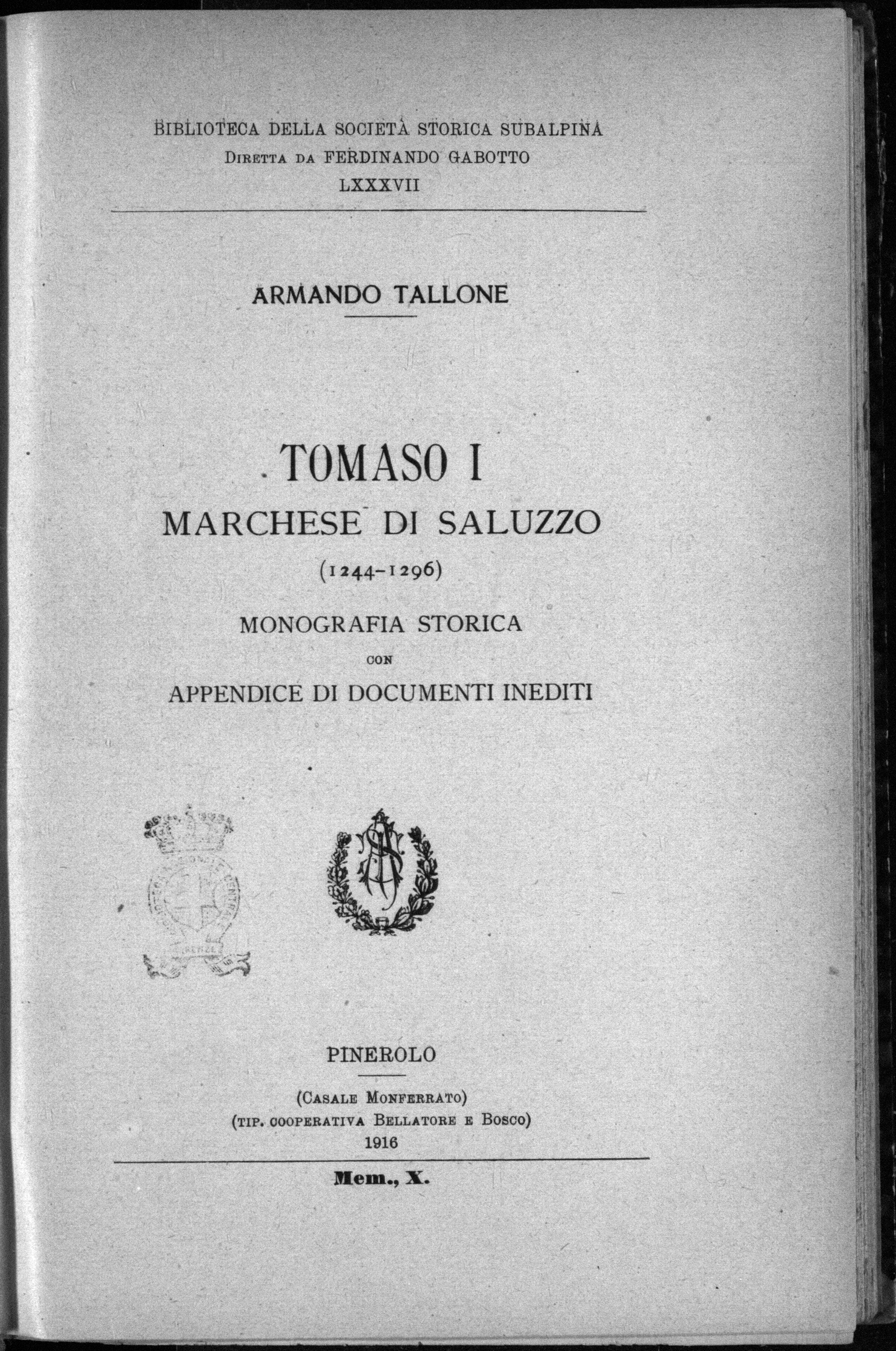
Armando Tallone, Tomaso I Marchese di Saluzzo, 1916

Op vijfjarige leeftijd volgde hij zijn vader op terwijl hij werd opgevoed aan het hof van zijn oom Bonifatius II van Monferrato in Chivasso. Tijdens zijn regering werd Saluzzo uitgebreid tot aan Carmagnola.
Thomas huwde met Luisa di Ceva (overl. 1291/93) en kreeg met haar 15 kinderen:
- Manfred (ca 1262 – 1340), markgraaf van Saluzzo 1296-1334
- Alaisia (Alice) (overl. 25 december 1292); ∞ (voor 1285) Richard FitzAlan (3 februari 1267 – 9 maart 1302), 7e graaf van Arundel
- Eleonora (ca 1265 – na 1315); ∞ Corrado del Carretto († na 1319), markgraaf van Savona
- Violante (overl. na 1339); ∞ I Opicino Spinola († 1315); ∞ II (1329) Luchino Visconti (heer van Milaan) (1292 – 1349)
- Filips (overl. oktober 1324), gouverneur van Sardinië; ∞ I (voor 1292) Sibilla di Peralta (overl. 1321); ∞ II (1324) Agalbursa di Cervera
- Johan (1272/76) – na 1329), heer van Dogliani
- Bonifatius (overl. voor 1325), monnik
- George († na 1349), monnik
- Beatrix
- Aluigia
- Anna; ∞ Manfredo Beccaria
- Constance, non
- Margaretha (overl. na 1313), non in Revello
- Aliana (overl. na 1313), non in Revello
- Catharina (overl. na 1313), non in Revello